# Grand Prix automobile d'Allemagne 1966
GP précédent GP suivant
Le Grand Prix d'Allemagne 1966 (XXVIII Grosser Preis von Deutschland), disputé sur le Nürburgring le 7 août 1966, est la cent-quarante-septième épreuve du championnat du monde de Formule 1 courue depuis 1950 et la sixième manche du championnat 1966. La course était également ouverte, hors championnat, aux monoplaces de Formule 2.

## Contexte avant la course

### Le championnat du monde
Après cinq années de Formule 1 1 500 cm3, formule dérivée de l'ancienne Formule 2 en vigueur de 1957 à 1960, la Commission sportive internationale (C.S.I.) a décidé lors de son comité exécutif de décembre 1963 de porter à trois litres la cylindrée des nouvelles F1, mesure entrée en vigueur le 1er janvier 1966. Le nouveau règlement autorise à nouveau l'utilisation de moteurs suralimentés, avec un coefficient deux pour la cylindrée (soit un maximum de 1 500 cm3 en cas d'utilisation d'un compresseur volumétrique ou d'un turbocompresseur). La réglementation s'appuie sur les points suivants :
- pas de cylindrée minimale
- cylindrée maximale : 3 000 cm3 si moteur atmosphérique ou 1 500 cm3 si moteur suralimenté
- poids minimal : 500 kg (à sec)
- roues non carénées
- double circuit de freinage obligatoire
- arceau de sécurité obligatoire (le haut du cerceau devant dépasser le casque du pilote)
- démarreur de bord obligatoire
- carburant commercial obligatoire
- ravitaillement en huile interdit durant la course
- distance minimale d'un Grand Prix : 300 km
- distance maximale d'un Grand Prix : 400 km
- distance minimale pour être classé : 90% de la distance parcourue par le vainqueur

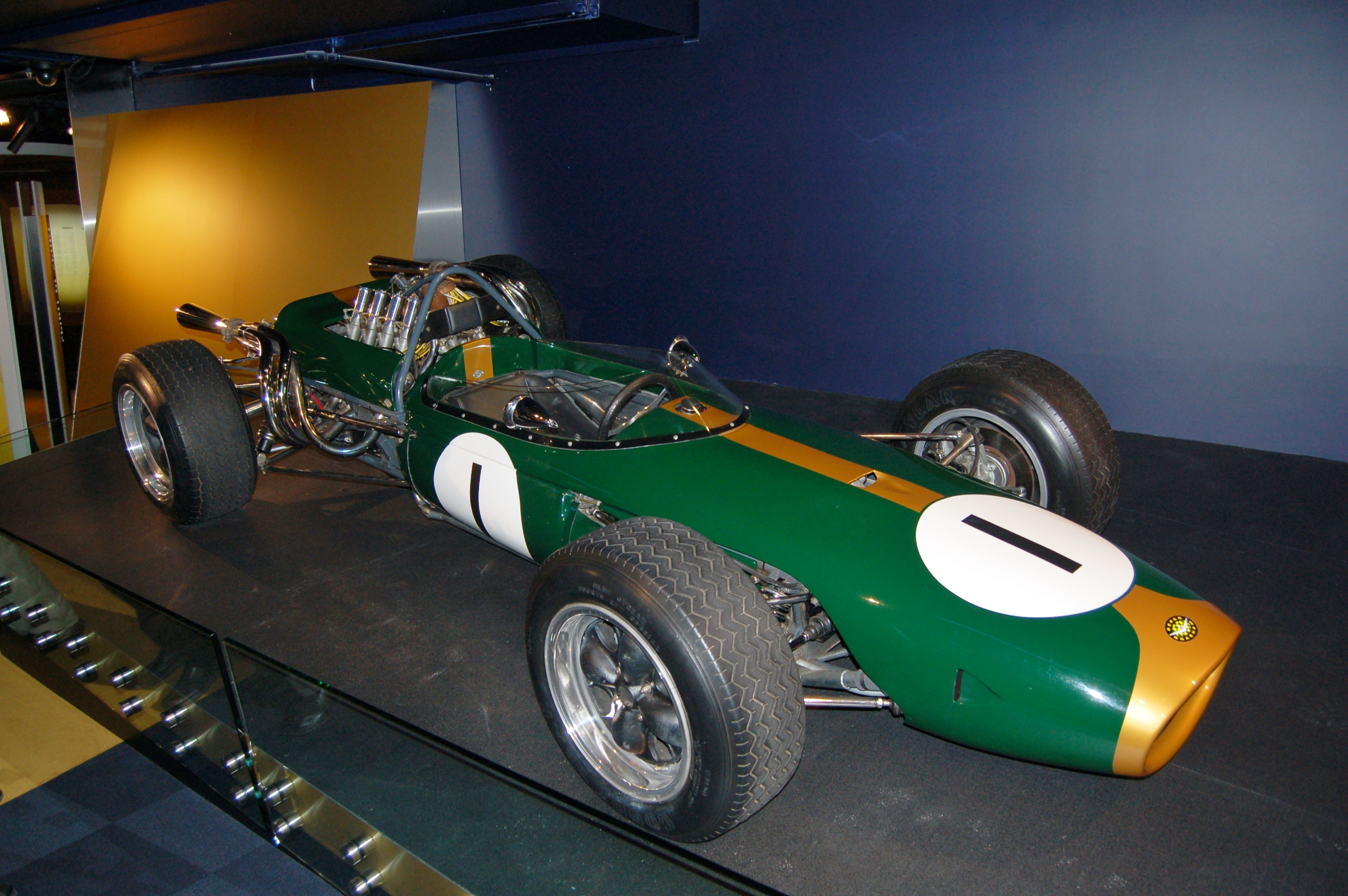
Malgré l'utilisation d'un simple V8 Oldsmobile modifié, la Brabham BT19 s'avère une redoutable compétitrice.

Ayant judicieusement opté pour la simplicité technique face à la nouvelle réglementation «trois litres», le pilote-constructeur Jack Brabham a pris de vitesse ses adversaires en adoptant le moteur Oldsmobile F85. Modifié par Repco, ce V8 s'est révélé souple et robuste et a permis au champion australien d'imposer à trois reprises sa Brabham BT19 face à des concurrentes certes plus puissantes mais aussi plus lourdes et souvent à court de mise au point. Grâce à ses succès, le champion australien est bien parti pour conquérir un troisième titre mondial.

### Le circuit
Inauguré en juin 1927 après deux ans de travaux ayant mobilisé deux mille cinq cents ouvriers, le Nürburgring est le plus vaste et le plus difficile des circuits européens. Surnommé « L'enfer vert », ce circuit permanent est situé en plein cœur du massif de l'Eifel et se caractérise par son tracé particulièrement sinueux et son relief. Longue de 22,8 kilomètres et comprenant 176 virages, la boucle nord («Nordschleife») est le cadre des grandes compétitions internationales (épreuves de Formule 1, d'endurance ou Grand Prix moto), tandis que la boucle sud («Südschleife»), développant 7,5 kilomètres, est surtout utilisée pour les épreuves nationales. Pour certains événements, notamment le marathon de la route dont le départ sera donné quelques jours après le Grand Prix, les deux boucles peuvent être combinées en un circuit de plus de 28 kilomètres. Le record officiel de la boucle nord est détenu par Jim Clark, auteur d'un tour à 162,9 km/h de moyenne au volant de sa Lotus lors du Grand Prix d'Allemagne 1965.

## Monoplaces en lice

### Formule 1
- Lotus 33 "Usine"

La Lotus 43 à moteur seize cylindres BRM n'étant toujours pas au point, le Team Lotus aligne deux modèles 33, un à moteur V8 Climax FWMV MkIX (1970 cm3, 240 chevaux à 8800 tr/min pour Jim Clark, l'autre à moteur V8 BRM (1998 cm3, près de 260 chevaux) pour Peter Arundell. Le premier dispose d'une boîte de vitesses ZF à cinq rapports, le second d'une boîte cinq BRM. Conçues pour la F1 1500 cm3, ces monoplaces à structures monocoques ont dû être lestées pour atteindre le poids minimum de 500 kg. L'équipe britannique est sous contrat Firestone pour la fourniture de pneumatiques.
- Lotus 33 privée

L'équipe de Tim Parnell engage sa Lotus 33 à moteur V8 BRM 2 litres (version P60 à échappement central, 260 chevaux) et boîte de vitesses Hewland à cinq rapports pour Mike Spence. Elle est chaussée de pneus Firestone.
- BRM P261 "Usine"

Après leurs débuts peu encourageants, les modèles P83 à moteur seize cylindres ont été remaniés mais les problèmes de sélection de vitesses n'ont pas été complètement résolus. Sur un circuit aussi exigeant que le Nürburgring, l'équipe dirigée par Alfred Owen a préféré confier à Graham Hill et Jackie Stewart les anciennes P261 à moteur V8 (deux litres, 260 chevaux). Lestées pour atteindre les 500 kg réglementaires, ces monoplaces à structure monocoque sont dotées d'une boîte six vitesses conçue et réalisée en interne. Elles utilisent habituellement des pneus Dunlop, mais les pneus Goodyear leur sont généralement préférés en cas de pluie.
- BRM P261 privée

Bob Bondurant dispose de la P261 à moteur deux litres engagée par Bernard White.
- Ferrari 312 & 246 "Usine"

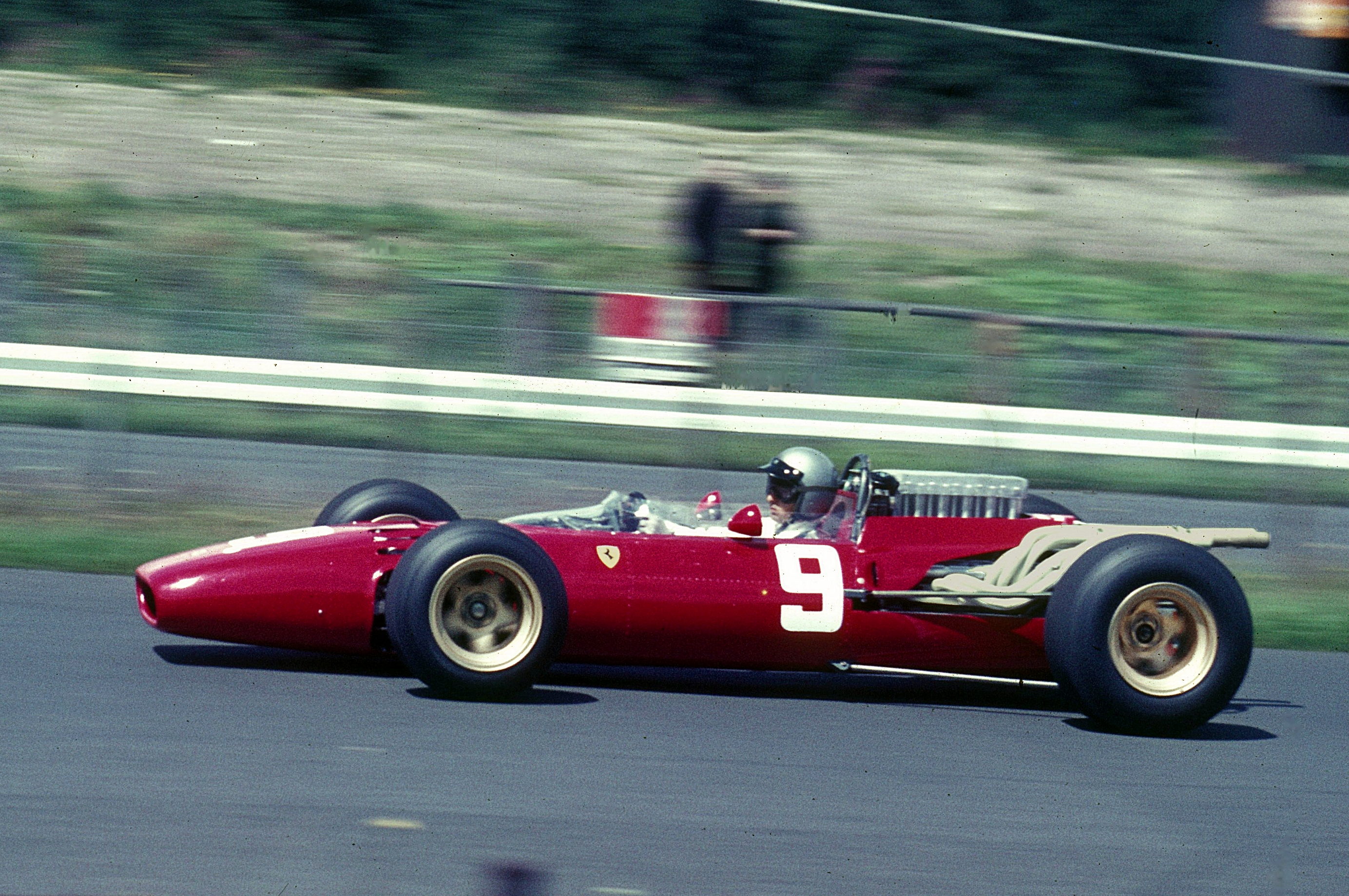
La Ferrari 312 de Lorenzo Bandini.

La Scuderia Ferrari a engagé deux 312 à moteur V12 pour Lorenzo Bandini et Mike Parkes, tandis que la 246 utilisée en début de saison a été confiée pour la circonstance au champion d'Europe de la montagne Ludovico Scarfiotti. Dotées d'une structure semi-monocoque, les 312 pèsent environ 600 kg. Alimenté par un système d'injection Lucas, leur moteur développe 350 chevaux à 9500 tr/min, contre 260 chevaux à 7800 tr/min pour le V6 de 2417 cm3 de la 246. Avec seulement 505 kg en ordre de marche, cette dernière a pour atout son agilité. Les trois voitures ont un châssis semi-monocoque et sont dotées d'une boîte cinq vitesses. L'équipe italienne utilise des pneus Firestone ou des pneus Dunlop, suivant les conditions de piste. 
- Brabham BT19, BT20 & BT22 "Usine"

Jack Brabham avait initialement prévu de disposer d'une BT20 identique à celle de son coéquipier Denny Hulme, mais a finalement conservé son habituelle BT19, avec laquelle il a remporté les trois dernières courses. Les deux modèles sont techniquement très proches : châssis multitubulaire, moteur V8 Repco alimenté par un système d'injection indirecte Lucas développant 300 chevaux à 6800 tr/min, boîte de vitesses Hewland à cinq rapports ; la BT20 se distingue toutefois de la BT19 par son cockpit renforcé et par ses roues avant de quinze pouces (au lieu de treize), permettant le montage de disques de freins de plus grand diamètre. La BT20 s'avère donc un peu plus lourde que sa devancière (560 kg contre 530). La BT22 à moteur quatre cylindres Climax de 2,5 litres (225 chevaux à 6800 tr/min), utilisé par Hulme en début de saison, fait office de mulet. Depuis 1965, les Brabham sont chaussées de pneus Goodyear. 
- Brabham BT11 privées

Bob Anderson aligne son ancienne Brabham BT11 à moteur quatre cylindres Climax de 2,7 litres (260 chevaux à 6800 tr/min) tandis que David Bridges a profité du forfait de Bruce McLaren pour engager sa BT11 à moteur V8 BRM (deux litres, 260 chevaux), confiée à John Taylor.
- Cooper T81 "Usine"

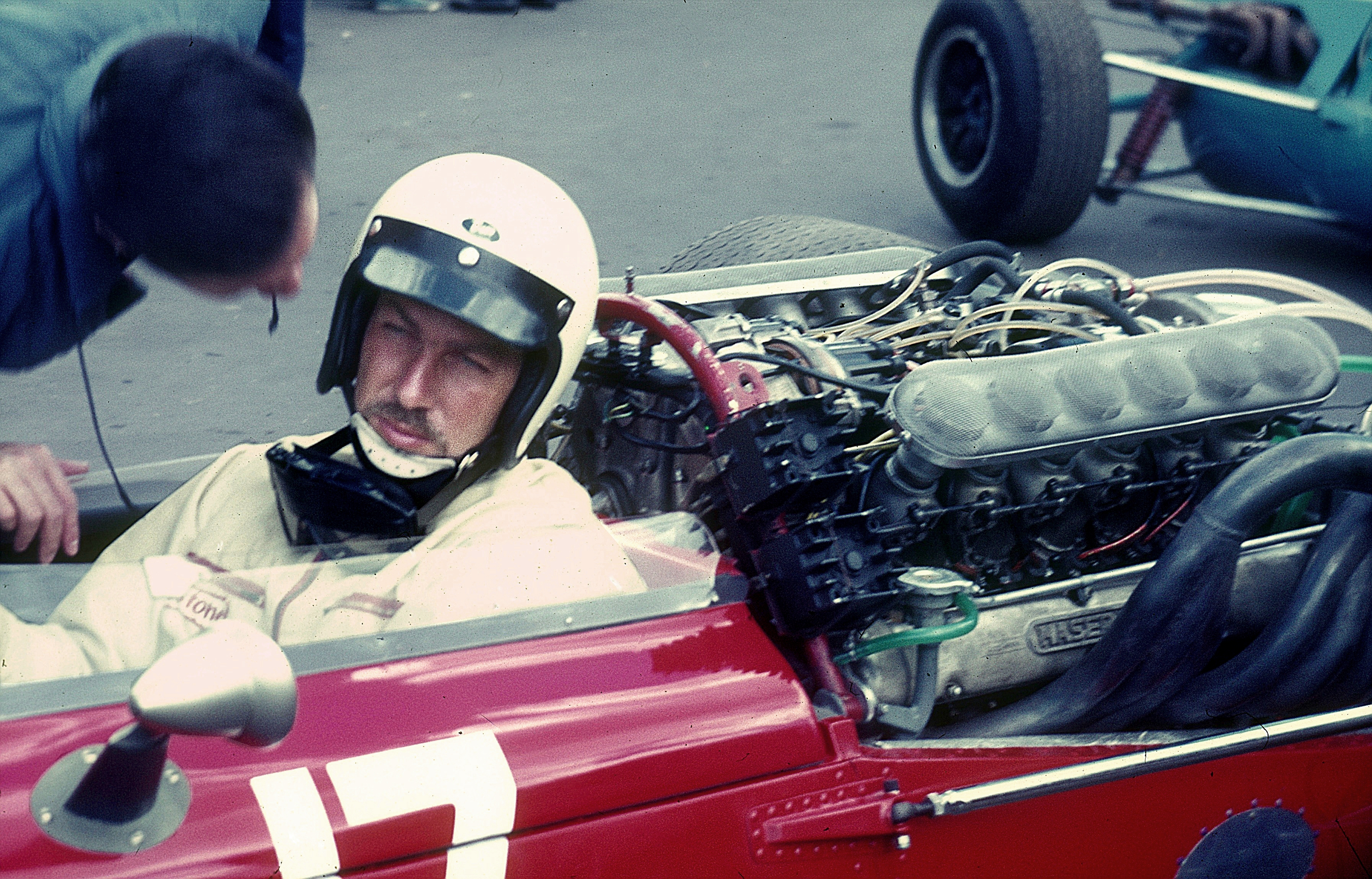
Joakim Bonnier au volant de sa Cooper T81 à moteur Maserati.

Nommé directeur sportif de l'équipe de Surbiton en début d'année, Roy Salvadori a engagé deux T81 à moteur V12 Maserati pour John Surtees et Jochen Rindt, l'écurie disposant en outre d'un mulet. Initialement prévu pour remplacer le six cylindres des Maserati 250F en 1957, le V12 est alimenté par un système d'injection Lucas et développe 340 chevaux à 9000 tr/min. Premières monoplaces à structure monocoque de la marque, les sont dotées d'une boîte de vitesses ZF à cinq rapports T81 et pèsent 605 kg à vide. Elles sont habituellement chaussées de pneus Dunlop.
- Cooper T81 privées

Les T81 vendues aux écuries privées sont techniquement identiques aux versions "Usine". Cependant, contrairement au pilote indépendant Guy Ligier qui utilise également des pneus Dunlop, Joakim Bonnier a opté pour des pneus Firestone sur sa T81 personnelle. En désaccord avec les organisateurs allemands au sujet de la prime de départ, Rob Walker n'a pas engagé sa T81, aussi Joseph Siffert a-t-il du déclarer forfait.
- McLaren M2B "Usine"

Bruce McLaren avait initialement engagé sa monoplace M2B mais a déclaré forfait, le programme F1 du pilote-constructeur étant mis en sommeil dans l'attente de la nouvelle version fiabilisée du moteur V8 Ford, après les casses répétées du moteur V8 Serenissima de remplacement.
- Eagle T1F "Usine"

Dan Gurney ne dispose toujours pas du V12 Weslake et utilise une fois de plus l'ancien moteur Climax FPF quatre cylindres de 2,7 litres pour son Eagle T1F. Spécialement reconditionné par les motoristes de l'équipe américaine, il délivre 255 chevaux à 8000 tr/min. Équipée d'une boîte cinq vitesses Hewland et de pneus Goodyear, l'Eagle pèse 530 kg à vide.

### Formule 2

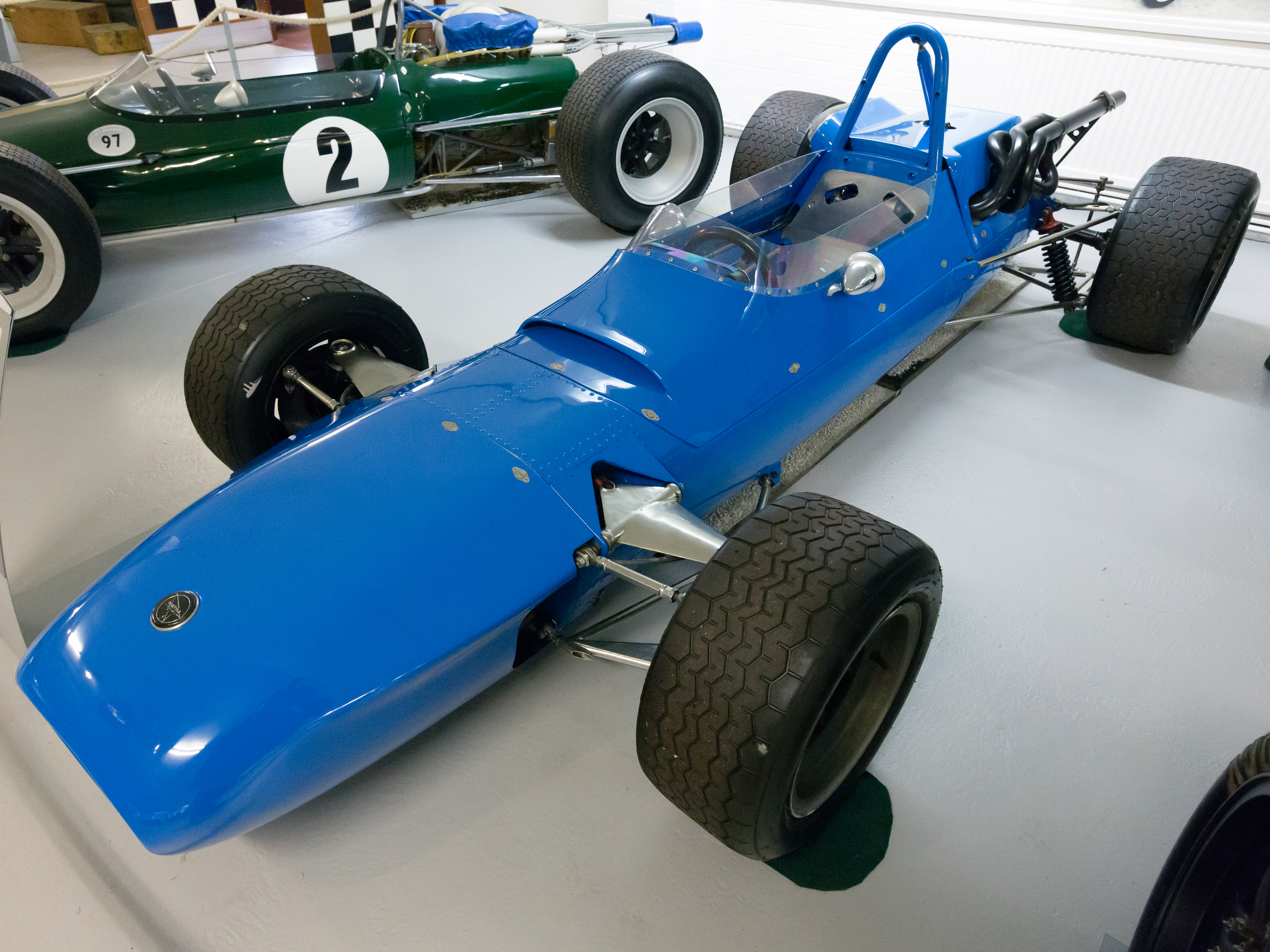
Une Matra MS5 F2.

L'ADAC, qui organise le Grand Prix d'Allemagne, a cette année ouvert la course à onze pilotes de Formule 2 pour compléter le plateau. Un classement séparé leur sera consacré. Les monoplaces de F2 doivent avoir un moteur quatre cylindres d'une capacité maximale de 1000 cm3 et un poids minimal de 420 kg. Dominatrices de la catégorie, les Brabham officielles, dotées d'un moteur Honda de 150 chevaux et habituellement pilotées par Jack Brabham et Denny Hulme, ne seront pas présentes. Les F2 engagées sont équipées soit du quatre cylindres Ford Cosworth SCA, soit du quatre cylindres BRM P80, ces deux moteurs délivrant 140 chevaux à 10500 tr/min.
- Matra MS5

Matra Sports a engagé deux MS5 à structure monocoque, une à moteur BRM pour Jo Schlesser et une à moteur Ford Cosworth Jean-Pierre Beltoise, l'équipe disposant en réserve d'une autre MS5 à moteur Ford Cosworth. Épaulant l'équipe officielle, Ken Tyrrell aligne une MS5 à moteur BRM pour Hubert Hahne et une MS5 à moteur Ford Cosworth pour Jacky Ickx.
- Brabham BT16 & BT18

Roy Winkelmann a engagé deux Brabham BT18 pour Alan Rees et Hans Herrmann, ce dernier ayant loué celle habituellement utilisée par Jochen Rindt. Le Caltex Racing Team a engagé un modèle identique pour Kurt Ahrens tandis que le pilote indépendant Silvio Moser a engagé sa Brabham BT16. Ces monoplaces à châssis multitubulaire sont toutes équipées d'un moteur Ford Cosworth.
- Lotus 44

L'ancien pilote Ron Harris, qui dirige l'équipe officielle Lotus de Formule 2, a engagé trois modèles 44 à châssis multitubulaire et moteur Ford Cosworth pour Piers Courage, Pedro Rodríguez et Gerhard Mitter, ce dernier, qui avait été accidenté lors des essais des 1000 km de Spa et s'était cassé une cheville, n'étant cependant pas certain d'être totalement rétabli de sa blessure.

## Coureurs inscrits
| no | Pilote              | Écurie                      | Constructeur | Modèle       | N° châssis | Moteur                       | Pneumatiques |
| -- | ------------------- | --------------------------- | ------------ | ------------ | ---------- | ---------------------------- | ------------ |
| 1  | Jim Clark           | Team Lotus                  | Lotus        | Lotus 33     | 33 R14     | Coventry Climax FWMV MkIX V8 | F            |
| 2  | Peter Arundell      | Team Lotus                  | Lotus        | Lotus 33     | 33 R11     | BRM P56 V8                   | F            |
| 3  | Jack Brabham        | Brabham Racing Organisation | Brabham      | Brabham BT19 | F1-1-65    | Repco 620 V8                 | G            |
| 4  | Denny Hulme         | Brabham Racing Organisation | Brabham      | Brabham BT20 | F1-2-66    | Repco 620 V8                 | G            |
| 4T | Denny Hulme         | Brabham Racing Organisation | Brabham      | Brabham BT22 | F1-1-64    | Coventry Climax FPF L4       | G            |
| 5  | Graham Hill         | Owen Racing Organisation    | BRM          | BRM P261     | 2616       | BRM P60 V8                   | G            |
| 6  | Jackie Stewart      | Owen Racing Organisation    | BRM          | BRM P261     | 2614       | BRM P60 V8                   | D            |
| 7  | John Surtees        | Cooper Car Company          | Cooper       | Cooper T81   | F1-6-66    | Maserati 9/F1 V12            | D            |
| 7T | John Surtees        | Cooper Car Company          | Cooper       | Cooper T81   | F1-7-66    | Maserati 9/F1 V12            | D            |
| 8  | Jochen Rindt        | Cooper Car Company          | Cooper       | Cooper T81   | F1-3-66    | Maserati 9/F1 V12            | D            |
| 9  | Lorenzo Bandini     | SpA Ferrari SEFAC           | Ferrari      | Ferrari 312  | 312/0010   | Ferrari 218 V12              | D            |
| 10 | Mike Parkes         | SpA Ferrari SEFAC           | Ferrari      | Ferrari 312  | 312/0012   | Ferrari 218 V12              | D            |
| 11 | Ludovico Scarfiotti | SpA Ferrari SEFAC           | Ferrari      | Ferrari 246  | 246/0006   | Ferrari 228 V6               | D            |
| 12 | Dan Gurney          | Anglo-American Racers       | Eagle        | Eagle T1F    | 101        | Coventry Climax FPF L4       | G            |
| 14 | Bob Bondurant       | Team Chamaco-Collect        | BRM          | BRM P261     | 2615       | BRM P60 V8                   | G            |
| 15 | Mike Spence         | Reg Parnell Racing          | Lotus        | Lotus 33     | 33 R13     | BRM P56 V8                   | F            |
| 16 | Bruce McLaren       | Bruce McLaren Motor Racing  | McLaren      | McLaren M2B  | M2B/2      | Serenissima M166 V8          | F            |
| 16 | John Taylor         | David Bridges               | Brabham      | Brabham BT11 | F1-4-64    | BRM P60 V8                   | G            |
| 17 | Joakim Bonnier      | Joakim Bonnier Racing Team  | Cooper       | Cooper T81   | F1-5-66    | Maserati 9/F1 V12            | F            |
| 18 | Guy Ligier          | Privé                       | Cooper       | Cooper T81   | F1-4-66    | Maserati 9/F1 V12            | D            |
| 19 | Bob Anderson        | DW Racing Enterprises       | Brabham      | Brabham BT11 | F1-5-64    | Coventry Climax FPF L4       | F            |
| 20 | Chris Lawrence      | JA Pierce Engineering       | Cooper       | Cooper T73   | F1-2-64    | Ferrari 168 V12              | D            |

- En remplacement de Bruce McLaren, forfait, les organisateurs ont accepté en dernière minute l'engagement sous le numéro 16 de la Brabham de David Bridges, confiée à John Taylor[12].

| no | Pilote               | Écurie                          | Constructeur | Modèle       | Moteur                          | Pneumatiques |
| -- | -------------------- | ------------------------------- | ------------ | ------------ | ------------------------------- | ------------ |
| 25 | Kurt Ahrens          | Caltex Racing Team              | Brabham      | Brabham BT18 | Ford Cosworth SCA L4            | D            |
| 26 | Hubert Hahne         | Tyrrell Racing Organisation Ltd | Matra        | Matra MS5    | BRM P80 L4                      | D            |
| 27 | Jacky Ickx           | Tyrrell Racing Organisation Ltd | Matra        | Matra MS5    | Ford Cosworth SCA L4            | D            |
| 28 | Hans Herrmann        | Roy Winkelmann Racing Ltd       | Brabham      | Brabham BT18 | Ford Cosworth SCA L4            | D            |
| 29 | Alan Rees            | Roy Winkelmann Racing Ltd       | Brabham      | Brabham BT18 | Ford Cosworth SCA L4            | D            |
| 30 | Gerhard Mitter       | Ron Harris Team Lotus           | Lotus        | Lotus 44     | Ford Cosworth SCA L4            | D            |
| 31 | Pedro Rodríguez      | Ron Harris Team Lotus           | Lotus        | Lotus 44     | Ford Cosworth SCA L4            | D            |
| 32 | Piers Courage        | Ron Harris Team Lotus           | Lotus        | Lotus 44     | Ford Cosworth SCA L4            | D            |
| 33 | Jo Schlesser         | Matra Sports                    | Matra        | Matra MS5    | BRM P80 L4 Ford Cosworth SCA L4 | D            |
| 34 | Jean-Pierre Beltoise | Matra Sports                    | Matra        | Matra MS5    | Ford Cosworth SCA L4            | D            |
| 35 | Silvio Moser         | Privé                           | Brabham      | Brabham BT16 | Ford Cosworth SCA L4            | D            |

## Qualifications
Trois séances qualificatives sont prévues, deux le vendredi et une le samedi précédant la course.

### Première séance - vendredi 5 août (midi)
La matinée du vendredi a été ensoleillée et à midi la piste est parfaitement sèche lorsque débute la première session qualificative. Alors que la voiture de son coéquipier et patron Jack Brabham n'est pas prête, Denny Hulme est l'un des premiers en piste mais dès son tour de lancement son moteur Repco explose, et le pilote néo-zélandais se trouve immobilisé, tout comme Dan Gurney retenu à son stand à cause d'une importante fuite d'eau sur son Eagle. Jackie Stewart (BRM) et Jim Clark (Lotus) se montrent les plus rapides mais, malgré des moteurs plus puissants, ne parviennent cependant pas à améliorer leurs performances de l'année précédente. Accomplissant son meilleur tour à 162,3 km/h de moyenne, Stewart précède de plus d'une seconde son compatriote mais échoue à trois secondes du temps ayant alors valu la pole position au champion du monde. Au volant de la «petite» Ferrari à moteur V6, Ludovico Scarfiotti a réalisé le troisième meilleur chrono, devançant son chef de file Lorenzo Bandini qui dispose pourtant de la puissante version V12. Ils précèdent la BRM de Graham Hill et la 
Cooper de John Surtees, ce dernier n'ayant accompli que quelques tours. S'élançant en toute fin de séance après avoir prêté main-forte à ses mécaniciens, Brabham n'a accompli qu'un seul tour lancé, tout comme Jochen Rindt (Cooper), que de nombreux problèmes mécaniques ont retenu au stand, tous deux n'ayant pu réaliser de performance significative. Ne disposant que d'un petit moteur de 1000 cm3, les monoplaces de Formule 2 se sont avérées très lentes sur les nombreuses montées du circuit, mais Jacky Ickx est cependant parvenu à tourner à près de 151 km/h de moyenne au volant de sa Matra, dominant nettement tous ses adversaires dans cette catégorie.

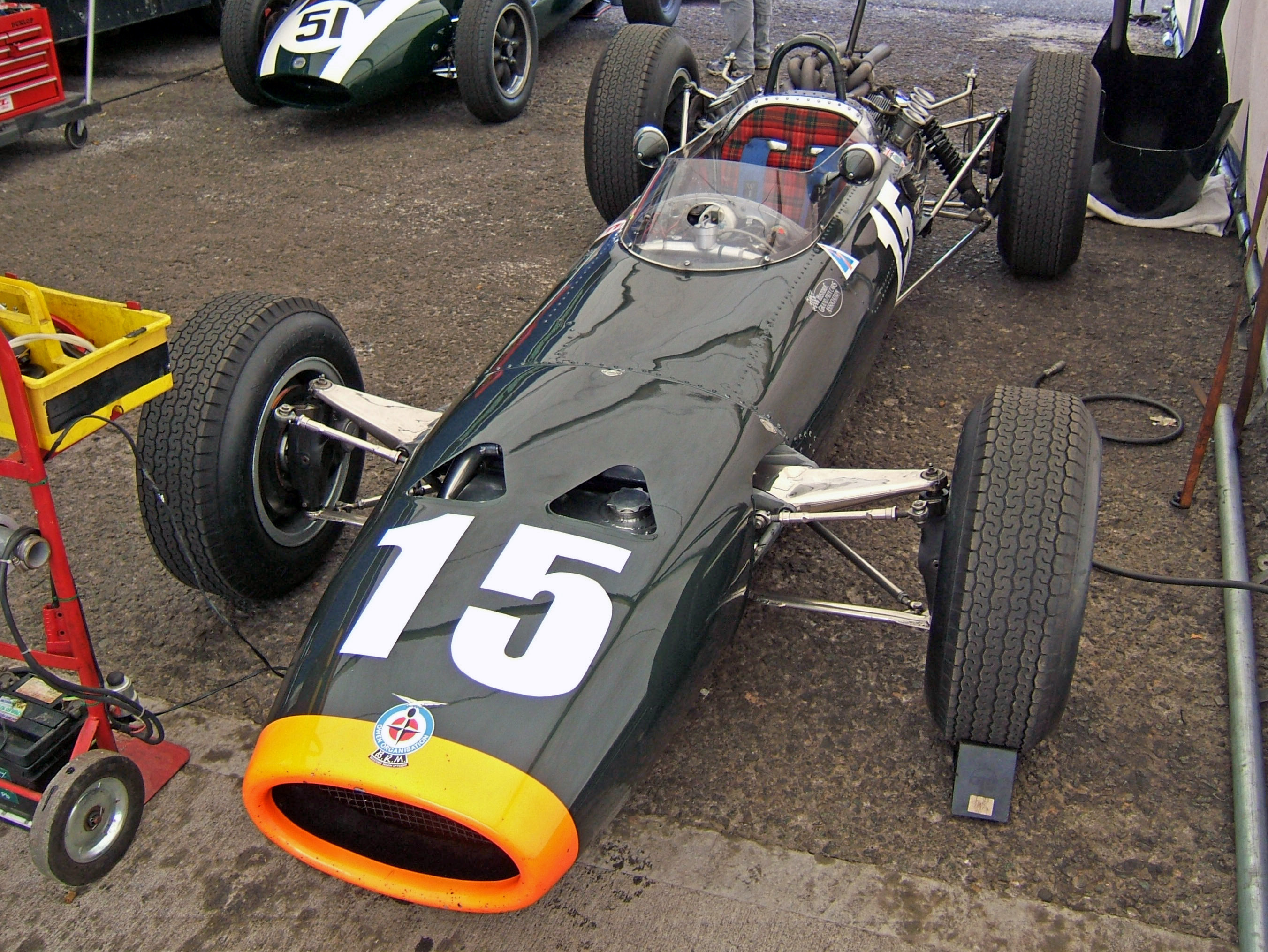
La BRM P261 de Jackie Stewart. À son volant, le pilote écossais s'est révélé le plus rapide lors de la première séance qualificative.

| Pos. | Pilote               | Écurie          | Temps         | Écart          |
| ---- | -------------------- | --------------- | ------------- | -------------- |
| 1    | Jackie Stewart       | BRM             | 8 min 26 s 0  |                |
| 2    | Jim Clark            | Lotus-Climax    | 8 min 27 s 2  | + 1 s 2        |
| 3    | Ludovico Scarfiotti  | Ferrari         | 8 min 28 s 8  | + 2 s 8        |
| 4    | Lorenzo Bandini      | Ferrari         | 8 min 30 s 7  | + 4 s 7        |
| 5    | Graham Hill          | BRM             | 8 min 31 s 2  | + 5 s 2        |
| 6    | John Surtees         | Cooper-Maserati | 8 min 32 s 1  | + 6 s 1        |
| 7    | Mike Spence          | Lotus-BRM       | 8 min 38 s 6  | + 12 s 6       |
| 8    | Mike Parkes          | Ferrari         | 8 min 39 s 7  | + 13 s 7       |
| 9    | Joakim Bonnier       | Cooper-Maserati | 8 min 43 s 9  | + 17 s 9       |
| 10   | Bob Bondurant        | BRM             | 8 min 45 s 8  | + 19 s 8       |
| 11   | Jack Brabham         | Brabham-Repco   | 8 min 52 s 5  | + 26 s 5       |
| 12   | Bob Anderson         | Brabham-Climax  | 8 min 58 s 0  | + 32 s 0       |
| 13   | Jochen Rindt         | Cooper-Maserati | 9 min 04 s 0  | + 38 s 0       |
| 14   | Jacky Ickx           | Matra-Ford F2   | 9 min 04 s 4  | + 38 s 4       |
| 15   | Kurt Ahrens          | Brabham-Ford F2 | 9 min 10 s 3  | + 44 s 3       |
| 16   | Jean-Pierre Beltoise | Matra-Ford F2   | 9 min 14 s 2  | + 48 s 2       |
| 17   | Jo Schlesser         | Matra-BRM F2    | 9 min 16 s 0  | + 50 s 0       |
| 18   | Hans Herrmann        | Brabham-Ford F2 | 9 min 19 s 9  | + 53 s 9       |
| 19   | Pedro Rodríguez      | Lotus-Ford F2   | 9 min 26 s 2  | + 1 min 00 s 2 |
| 20   | Silvio Moser         | Brabham-Ford F2 | 9 min 27 s 7  | + 1 min 01 s 7 |
| 21   | Piers Courage        | Lotus-Ford F2   | 9 min 31 s 0  | + 1 min 05 s 0 |
| 22   | Alan Rees            | Brabham-Ford F2 | 9 min 31 s 5  | + 1 min 05 s 5 |
| 23   | Gerhard Mitter       | Lotus-Ford F2   | 9 min 32 s 2  | + 1 min 06 s 2 |
| 24   | Peter Arundell       | Lotus-BRM       | 9 min 37 s 9  | + 1 min 11 s 9 |
| 25   | Hubert Hahne         | Matra-BRM F2    | 9 min 49 s 9  | + 1 min 23 s 9 |
| 26   | Chris Lawrence       | Cooper-Ferrari  | 10 min 39 s 7 | + 2 min 13 s 7 |

### Deuxième séance - vendredi 5 août (après-midi)
La deuxième session commence à seize heures, sous un ciel menaçant. À peine les premiers pilotes se sont-ils élancés que la pluie se met à tomber, détrempant rapidement la piste. Étant parvenu à effectuer un tour lancé avant que les trajectoires ne deviennent trop glissantes, Peter Arundell va tenir le haut de l'affiche, mais les performances réalisées au cours de l'après-midi ne seront guère significatives, la plupart des concurrents s'efforçant de trouver les meilleurs réglages et de tester les différents types de pneumatiques dans ces conditions. Alors qu'il n'avait pu tourner le matin, sa Cooper n'étant pas prête, Guy Ligier, piégé par une flaque d'eau, est sorti de la route dans la descente d'Hatzenbach, après seulement deux kilomètres ; éjecté de sa monoplace, il souffre d'une fracture au genou droit et d'une autre au pied gauche. Sa voiture habituelle n'étant toujours pas disponible, Hulme utilise le mulet de l'équipe Brabham pour s'assurer une place sur la grille de départ. Bien que n'ayant pas totalement réglé son problème de fuite d'eau, Gurney parvient néanmoins à effectuer quelques tours pour se qualifier. Très à l'aise sur la piste mouillée au volant de sa Matra, Jean-Pierre Beltoise va de loin dominer tous ses rivaux en Formule 2. À 131,7 km/h de moyenne, il devance de plus d'une demi-minute la Brabham d'Alan Rees, son plus proche adversaire dans la catégorie.
| Pos. | Pilote               | Écurie          | Temps         | Écart        |
| ---- | -------------------- | --------------- | ------------- | ------------ |
| 1    | Peter Arundell       | Lotus-BRM       | 9 min 43 s 8  |              |
| 2    | Jackie Stewart       | BRM             | 9 min 48 s 8  | + 5 s 0      |
| 3    | Jochen Rindt         | Cooper-Maserati | 10 min 00 s 2 | + 16 s 4     |
| 4    | John Surtees         | Cooper-Maserati | 10 min 11 s 9 | + 28 s 1     |
| 5    | Jean-Pierre Beltoise | Matra-Ford F2   | 10 min 23 s 4 | + 39 s 6     |
| 6    | Jim Clark            | Lotus-Climax    | 10 min 30 s 4 | + 46 s 6     |
| 7    | Denny Hulme          | Brabham-Climax  | 10 min 40 s 2 | + 56 s 4     |
| 8    | Graham Hill          | BRM             | 10 min 40 s 4 | + 56 s 6     |
| 9    | Bob Anderson         | Brabham-Climax  | 10 min 40 s 9 | + 57 s 1     |
| 10   | Mike Spence          | Lotus-BRM       | 10 min 42 s 0 | + 58 s 2     |
| 11   | Jack Brabham         | Brabham-Repco   | 10 min 44 s 7 | 1 min 00 s 9 |
| 12   | Bob Bondurant        | BRM             | 10 min 46 s 7 | 1 min 02 s 9 |
| 13   | Alan Rees            | Brabham-Ford F2 | 10 min 54 s 6 | 1 min 10 s 8 |
| 14   | Dan Gurney           | Eagle-Climax    | 10 min 54 s 8 | 1 min 11 s 0 |
| 15   | Mike Parkes          | Ferrari         | 10 min 58 s 1 | 1 min 14 s 3 |
| 16   | Ludovico Scarfiotti  | Ferrari         | 11 min 04 s 9 | 1 min 21 s 1 |
| 17   | Piers Courage        | Lotus-Ford F2   | 11 min 09 s 1 | 1 min 25 s 3 |
| 18   | Kurt Ahrens          | Brabham-Ford F2 | 11 min 18 s 7 | 1 min 34 s 9 |
| 19   | John Taylor          | Brabham-BRM     | 11 min 19 s 7 | 1 min 35 s 9 |
| 20   | Jacky Ickx           | Matra-Ford F2   | 11 min 21 s 1 | 1 min 37 s 3 |
| 21   | Hubert Hahne         | Matra-BRM F2    | 11 min 21 s 6 | 1 min 37 s 8 |
| 22   | Lorenzo Bandini      | Ferrari         | 11 min 36 s 1 | 1 min 52 s 3 |
| 23   | Hans Herrmann        | Brabham-Ford F2 | 11 min 37 s 2 | 1 min 53 s 4 |
| 24   | Pedro Rodríguez      | Lotus-Ford F2   | 11 min 44 s 2 | 2 min 00 s 4 |
| 25   | Joakim Bonnier       | Cooper-Maserati | 12 min 05 s 2 | 2 min 21 s 4 |
| 26   | Silvio Moser         | Brabham-Ford F2 | 12 min 05 s 5 | 2 min 21 s 7 |

### Troisième séance - samedi 6 août (midi)
Le soleil est réapparu le samedi matin et la piste est totalement sèche lorsque les essais reprennent, à onze heures trente. La bataille pour la pole position va être très intense. Rindt, dès son premier tour lancé, est tout proche des meilleures performances de la veille mais des maux d'estomac le forcent à mettre fin à sa session. Son coéquipier Surtees s'attaque alors au record, entraînant Brabham dans son sillage. À 163 km/h de moyenne, l'Australien est le premier à faire mieux que le record officiel de 1965, mais il est bientôt devancé de près d'une seconde par Clark (163,3 km/h), qui reste cependant en deçà du temps lui ayant valu la pole position l'année précédente. Après avoir testé un autre type de pneus, le champion du monde décide ensuite de faire modifier ses rapports de boîte de vitesses. C'est alors que Scarfiotti, sur la Ferrari V6, déjoue tous les pronostics avec un tour à plus de 164 km/h, battant Clark de près de trois secondes. Brabham tente de le contrer mais échoue à une demi-seconde de l'Italien. Il n'insiste cependant pas, préférant se concentrer sur la mise au point de la voiture de Hulme, équipée d'un nouveau moteur mais affectée d'un problème de tenue de route. Le pilote-constructeur l'essaie brièvement et un dysfonctionnement du différentiel sera découvert. Il effectuera plus tard une autre sortie sur sas propre monoplace pour améliorer sa position sur la grille de départ, mais un blocage de boîte de vitesses mettra aussitôt fin à sa tentative. Entre-temps, Stewart a délogé Scarfiotti avec un tour à 164,6 km/h. Mais une nouvelle offensive de Surtees permet à l'ancien motard de s'approprier, pour quelques dixièmes de seconde, la pole-position provisoire. C'est cependant Clark, dont la boîte de vitesses a été remplacée en à peine vingt minutes, qui aura le dernier mot, en réalisant la moyenne de 165,4 km/h, battant de plus de six secondes son propre record officieux. Une ultime tentative de Scarfiotti, dans les dernières minutes, échouera dans un fossé ! Clark partira donc en pole position, au côté de Surtees, Stewart et Scarfiotti, tandis que Brabham s'élancera à la corde de la deuxième ligne au côté des deux Ferrari de Bandini et Parkes. Ayant heurté un le parapet d'un pont Graham Hill a endommagé la suspension de sa BRM et n'a pu disputer toute la séance ; il n'obtient que le dixième temps et s'élancera en troisième ligne. En Formule 2, Ickx s'est montré le meilleur avec un tour à 154,3 km/h de moyenne, se montrant huit secondes plus rapide que Beltoise, son plus proche rival. Après avoir initialement envisagé de faire partir les F2 derrière toutes les F1, les organisateurs ont finalement décidé de faire une seule grille, mixant les deux catégories. Cette grille est basée sur les résultats de cette dernière session, tous les pilotes s'étant montrés plus rapides que la veille.

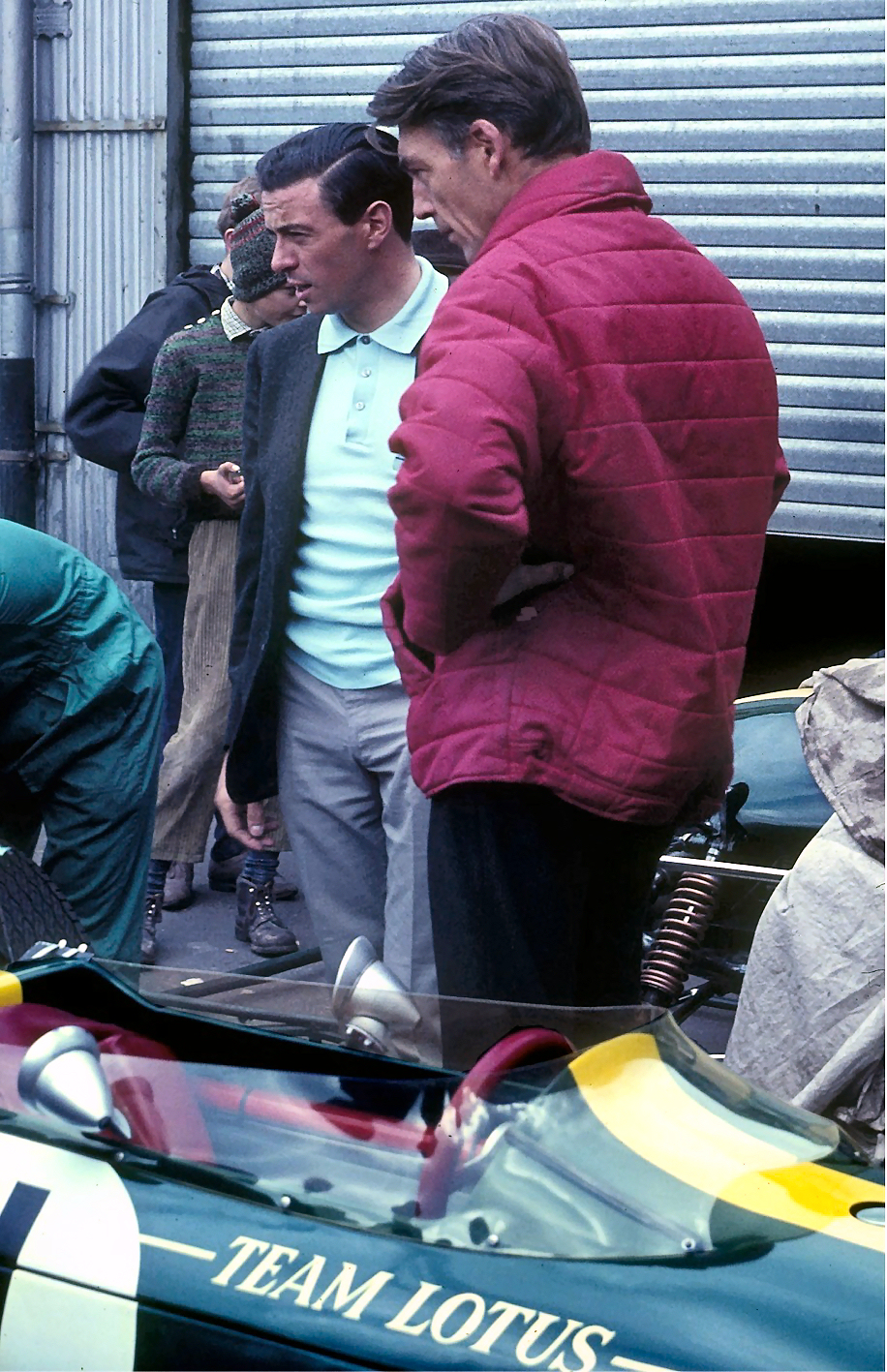
Jim Clark et sa Lotus ont dominé la dernière séance d'essais.

| Pos. | Pilote               | Écurie          | Temps        | Écart          |
| ---- | -------------------- | --------------- | ------------ | -------------- |
| 1    | Jim Clark            | Lotus-Climax    | 8 min 16 s 5 |                |
| 2    | John Surtees         | Cooper-Maserati | 8 min 18 s 0 | + 1 s 5        |
| 3    | Jackie Stewart       | BRM             | 8 min 18 s 8 | + 2 s 3        |
| 4    | Ludovico Scarfiotti  | Ferrari         | 8 min 20 s 2 | + 3 s 7        |
| 5    | Jack Brabham         | Brabham-Repco   | 8 min 20 s 8 | + 4 s 3        |
| 6    | Lorenzo Bandini      | Ferrari         | 8 min 21 s 1 | + 4 s 6        |
| 7    | Mike Parkes          | Ferrari         | 8 min 21 s 7 | + 5 s 2        |
| 8    | Dan Gurney           | Eagle-Climax    | 8 min 22 s 8 | + 6 s 3        |
| 9    | Jochen Rindt         | Cooper-Maserati | 8 min 27 s 7 | + 11 s 2       |
| 10   | Graham Hill          | BRM             | 8 min 28 s 6 | + 12 s 1       |
| 11   | Bob Bondurant        | BRM             | 8 min 33 s 0 | + 16 s 5       |
| 12   | Joakim Bonnier       | Cooper-Maserati | 8 min 35 s 3 | + 18 s 8       |
| 13   | Mike Spence          | Lotus-BRM       | 8 min 38 s 6 | + 22 s 1       |
| 14   | Bob Anderson         | Brabham-Climax  | 8 min 42 s 5 | + 26 s 0       |
| 15   | Denny Hulme          | Brabham-Climax  | 8 min 49 s 3 | + 32 s 8       |
| 16   | Jacky Ickx           | Matra-Ford F2   | 8 min 52 s 0 | + 35 s 5       |
| 17   | Peter Arundell       | Lotus-BRM       | 8 min 52 s 7 | + 36 s 2       |
| 18   | Jean-Pierre Beltoise | Matra-Ford F2   | 9 min 00 s 4 | + 43 s 9       |
| 19   | Jo Schlesser         | Matra-BRM F2    | 9 min 01 s 5 | + 45 s 0       |
| 20   | Pedro Rodríguez      | Lotus-Ford F2   | 9 min 03 s 0 | + 46 s 5       |
| 21   | Kurt Ahrens          | Brabham-Ford F2 | 9 min 04 s 7 | + 48 s 2       |
| 22   | Hans Herrmann        | Brabham-Ford F2 | 9 min 05 s 7 | + 49 s 2       |
| 23   | Piers Courage        | Lotus-Ford F2   | 9 min 06 s 0 | + 49 s 5       |
| 24   | Silvio Moser         | Brabham-Ford F2 | 9 min 06 s 0 | + 49 s 5       |
| 25   | Alan Rees            | Brabham-Ford F2 | 9 min 08 s 4 | + 51 s 9       |
| 26   | John Taylor          | Brabham-BRM     | 9 min 08 s 9 | + 52 s 4       |
| 27   | Chris Lawrence       | Cooper-Ferrari  | 9 min 10 s 9 | + 54 s 4       |
| 28   | Hubert Hahne         | Matra-BRM F2    | 9 min 17 s 0 | + 1 min 00 s 5 |
| 29   | Gerhard Mitter       | Lotus-Ford F2   | 9 min 32 s 2 | + 1 min 15 s 7 |

## Grille de départ
| 1re ligne | Pos. 4                          |                                | Pos. 3                       |                                 | Pos. 2                        |                                 | Pos. 1                           |
|           | Scarfiotti Ferrari 8 min 20 s 2 |                                | Stewart BRM 8 min 18 s 8     |                                 | Surtees Cooper 8 min 18 s 0   |                                 | Clark Lotus 8 min 16 s 5         |
| 2e ligne  |                                 | Pos. 7                         |                              | Pos. 6                          |                               | Pos. 5                          |                                  |
|           |                                 | Parkes Ferrari 8 min 21 s 7    |                              | Bandini Ferrari 8 min 21 s 1    |                               | Brabham 8 min 20 s 8            |                                  |
| 3e ligne  | Pos. 11                         |                                | Pos. 10                      |                                 | Pos. 9                        |                                 | Pos. 8                           |
|           | Bondurant BRM 8 min 33 s 0      |                                | G. Hill BRM 8 min 28 s 6     |                                 | Rindt Cooper 8 min 27 s 7     |                                 | Gurney Eagle 8 min 22 s 8        |
| 4e ligne  |                                 | Pos. 14                        |                              | Pos. 13                         |                               | Pos. 12                         |                                  |
|           |                                 | Anderson Brabham 8 min 42 s 5  |                              | Spence Lotus 8 min 38 s 6       |                               | Bonnier Cooper 8 min 35 s 2     |                                  |
| 5e ligne  | Pos. 18                         |                                | Pos. 17                      |                                 | Pos. 16                       |                                 | Pos. 15                          |
|           | Beltoise Matra F2 9 min 00 s 4  |                                | Arundell Lotus 8 min 52 s 7  |                                 | Ickx Matra F2 8 min 52 s 0    |                                 | Hulme Brabham 8 min 49 s 3       |
| 6e ligne  |                                 | Pos. 21                        |                              | Pos. 20                         |                               | Pos. 19                         |                                  |
|           |                                 | Ahrens Brabham F2 9 min 04 s 7 |                              | Rodríguez Lotus F2 9 min 03 s 0 |                               | Schlesser Matra F2 9 min 01 s 5 |                                  |
| 7e ligne  | Pos. 25                         |                                | Pos. 24                      |                                 | Pos. 23                       |                                 | Pos. 22                          |
|           | J. Taylor Brabham 9 min 08 s 9  |                                | Rees Brabham F2 9 min 08 s 4 |                                 | Courage Lotus F2 9 min 06 s 0 |                                 | Herrmann Brabham F2 9 min 05 s 7 |
| 8e ligne  |                                 |                                |                              | Pos. 27                         |                               | Pos. 26                         |                                  |
|           |                                 |                                |                              | Hahne Matra F2 9 min 17 s 0     |                               | Lawrence Cooper 9 min 10 s 9    |                                  |

## Déroulement de la course
Le ciel est noir au moment du départ, le dimanche après-midi. Il ne pleut pas mais les averses matinales ont détrempé la piste. Dans ces conditions, Graham Hill a choisi des pneus Goodyear au lieu des pneus Dunlop habituellement montés sur les BRM, les pilotes de la Scuderia Ferrari disposant quant à eux de pneus Dunlop en remplacement des Firestone, jugés moins efficaces sur le mouillé. Jim Clark avait également fait le choix de pneus Dunlop, mais le contrat liant le Team Lotus et Firestone l'en empêche et le champion du monde, placé en pole position, ne va pas pouvoir exploiter cet avantage. John Surtees, sur sa Cooper, prend immédiatement la tête, devant Lorenzo Bandini (sur Ferrari) et Jack Brabham, tous deux ayant pris un excellent départ depuis la deuxième ligne. Également très bien parti, Jochen Rindt (Cooper) aborde le premier virage en cinquième position, dans les roues de Clark. Dès la sortie de la courbe sud, Brabham attaque Bandini et s'empare de la deuxième place, tandis que Rindt prend l'avantage sur Clark. Quelques kilomètres plus loin, au niveau de Flugplatz, le pilote autrichien dépasse Bandini pour le gain de la troisième place, alors qu'un grave accident survient en queue de peloton dans le secteur de Quiddelbacher Höhe : probablement heurté par un autre concurrent, John Taylor perd le contrôle de sa Brabham et effectue un tête-à-queue, heurtant la Matra F2 de Jacky Ickx qui venait de le dépasser. La monoplace du Britannique s'embrase aussitôt. Étourdi par le choc, Taylor parvient néanmoins à s'extirper de son cockpit, Ickx lui portant immédiatement secours pour éteindre sa combinaison en flammes. Brûlé au second degré, Taylor sera évacué vers l'hôpital de Coblence. La pluie tombe maintenant régulièrement sur l'ensemble du circuit. Brabham attaque Surtees sans relâche et parvient à le dépasser dans la dernière ligne droite, s'emparant du commandement de la course. Déboulant roues dans roues devant les tribunes, les deux hommes précèdent Rindt d'une seconde et demie tandis que Bandini a rétrogradé à la septième place, s'étant fait déborder successivement par la Lotus de Clark, l'Eagle de Dan Gurney et la BRM de Jackie Stewart. À l'entrée de la courbe sud, Surtees s'infiltre à la corde et reprend momentanément la tête, Brabham repassant la Cooper dès la sortie du virage. L'Australien ne parvient cependant pas à se détacher de son adversaire, qui va rester dans son sillage tout au long du deuxième tour. À l'issue de celui-ci, Brabham et Surtees conservent une seconde et demie d'avance sur Rindt, alors que Clark, pénalisé par ses pneus, a perdu beaucoup de terrain et voit Gurney revenir sur lui. Isolé en sixième position, Stewart accuse déjà plus de vingt secondes de retard sur les premiers, tandis que son coéquipier Graham Hill est remonté à la septième place devant Bandini, ce dernier étant directement menacé par Denny Hulme, auteur d'un excellent début de course au volant de sa Brabham.

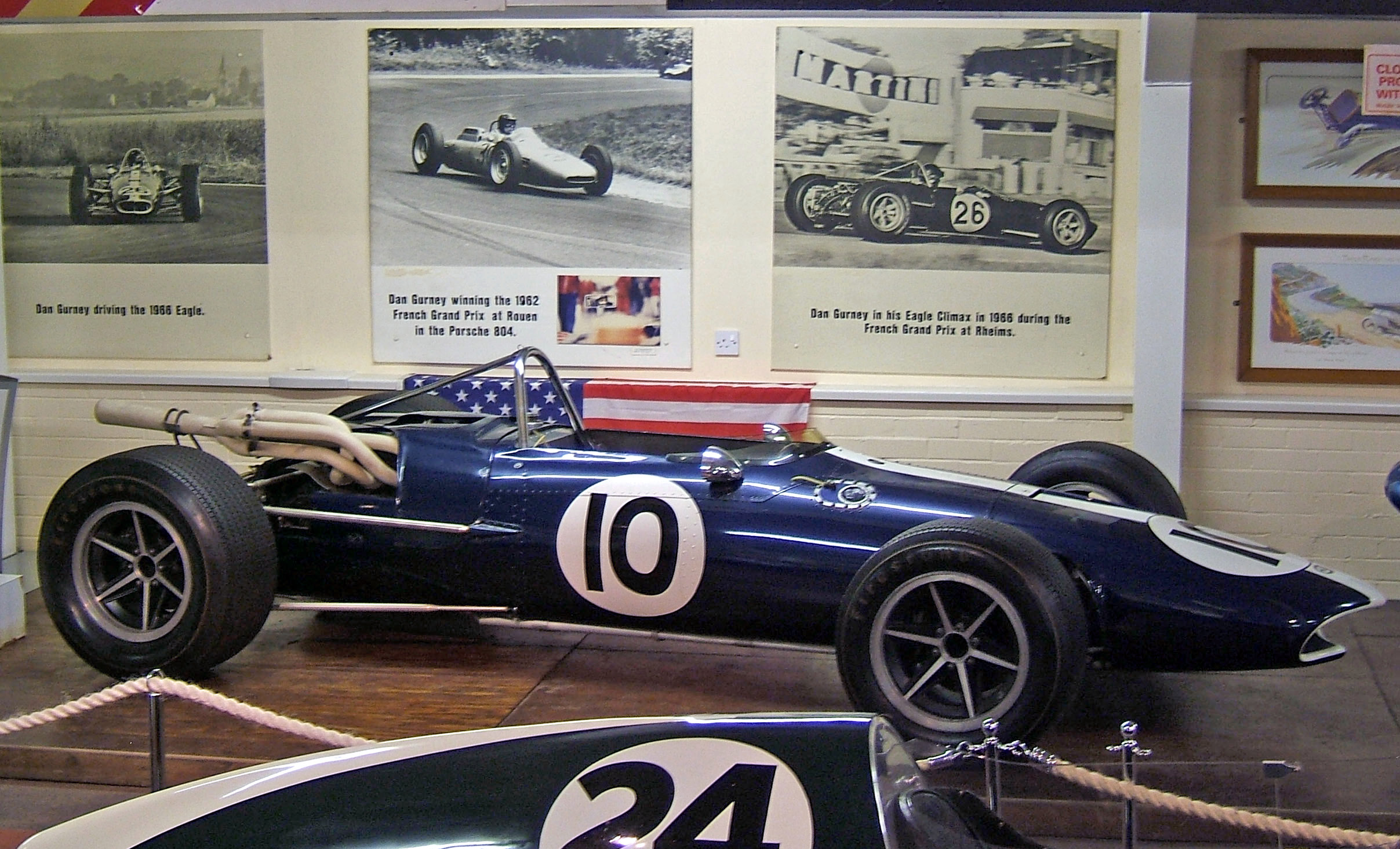
L'Eagle T1F de Dan Gurney. À son volant, le pilote américain était assuré de la quatrième place avant de tomber en panne d'électricité au cours du dernier tour.

Au cours du troisième tour, Gurney s'empare de la quatrième place, au détriment de Clark. La trajectoire s'assèche par endroits et Brabham parvient à tourner à près de 152 km/h de moyenne, portant son avance à une seconde et demie, tandis que Rindt perd le contact avec les deux premiers et se retrouve isolé en troisième position, très loin devant Gurney et Clark. Viennent ensuite les deux BRM d'usine, Hill s'étant porté à la hauteur de son coéquipier Stewart, ce dernier semblant moins à l'aise sur la piste humide. La pluie s'estompe et la cadence en tête s'accélère, Surtees accomplissant le meilleur tour à 155,2 km/h de moyenne, ne reprenant cependant que quelques dixièmes de seconde à Brabham. Toujours troisième, Rindt accuse maintenant plus de quinze secondes de retard mais conserve une nette avance sur Gurney. Hill vient de dépasser Clark et se trouve désormais cinquième. Septième, Stewart a encore perdu du terrain et Hulme revient rapidement sur lui. La pluie s'intensifie et l'allure diminue. Surtees semble en mesure d'attaquer Brabham mais un tête-à-queue lui fait perdre le contact avec son adversaire. Le champion britannique évite la sortie de route et se relance aussitôt à la poursuite de Brabham, si bien qu'à la fin du sixième tour son retard sur son adversaire se limite à cinq secondes. Une boucle plus tard, l'écart n'est plus que de deux secondes et la lutte entre les deux hommes reprend. Seul Rindt n'est pas trop distancé, le pilote autrichien se maintenant à moins d'une demi-minute des premiers. Gurney et Hill sont beaucoup plus loin, tandis que Clark, toujours en difficulté avec ses pneumatiques, s'est fait dépasser Hulme, désormais sixième. Le Néo-Zélandais rattrape bientôt Stewart et s'empare facilement de la cinquième place. Un problème d'allumage va toutefois mettre fin à sa progression, le contraignant à l'abandon. Aux deux tiers de la course, Surtees tourne toujours sur le même rythme que Brabham mais les projections d'eau de la monoplace du leader l'empêchent de s'en approcher trop près. Rindt, handicapé par des problèmes de freins, accuse maintenant près d'une minute de retard. Il conserve cependant une bonne avance sur Gurney, isolé en quatrième position, loin devant Hill et Clark.
Malgré les conditions exécrables, Brabham ne commet aucune faute et résiste superbement à Surtees. Ce dernier connaît bientôt des problèmes d'embrayage et doit maintenant changer de vitesse «à l'oreille». Après s'être battu depuis le départ avec une monoplace rétive, Clark finit par sortir de la route au cours du treizième tour et abandonne. En fin de course, la tenue de route de la Cooper de Surtees se dégrade et le Britannique perd un peu de terrain sur Brabham, avant d'effectuer qu'un deuxième tête-à-queue, dans l'avant-dernier tour, ne le relègue à dix-sept secondes de son adversaire. Le pilote australien remporte donc une quatrième victoire consécutive, devant les deux Cooper de Surtees et Rindt. Une panne électrique dans l'ultime boucle met fin à la belle course de Gurney, la quatrième place échouant à Graham Hill, qui termine loin devant son coéquipier Stewart. Les nombreux abandons permettent à Bandini de terminer à la sixième place, à plus de dix minutes du vainqueur. Huitième au volant de sa Matra, Jean-Pierre Beltoise s'impose en Formule 2.

### Classements intermédiaires
Classements intermédiaires des monoplaces aux premier, deuxième, troisième, quatrième, cinquième, septième, huitième, dixième, douzième et quatorzième tours,.

### Classement de la course

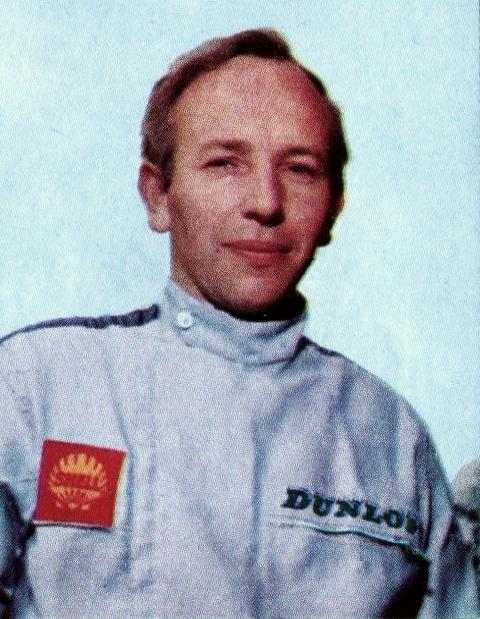
John Surtees, deuxième du Grand Prix d'Allemagne.

| Pos  | N° | Pilote               | Écurie              | Tours | Temps/Abandon                       | Grille | Points |
| ---- | -- | -------------------- | ------------------- | ----- | ----------------------------------- | ------ | ------ |
| 1    | 3  | Jack Brabham         | Brabham-Repco       | 15    | 2 h 27 min 03 s 0                   | 5      | 9      |
| 2    | 7  | John Surtees         | Cooper-Maserati     | 15    | 2 h 27 min 47 s 4 (+ 44 s 4)        | 2      | 6      |
| 3    | 8  | Jochen Rindt         | Cooper-Maserati     | 15    | 2 h 29 min 35 s 6 (+ 2 min 32 s 6)  | 9      | 4      |
| 4    | 5  | Graham Hill          | BRM                 | 15    | 2 h 33 min 44 s 4 (+ 6 min 41 s 4)  | 10     | 3      |
| 5    | 6  | Jackie Stewart       | BRM                 | 15    | 2 h 35 min 31 s 9 (+ 8 min 28 s 9)  | 3      | 2      |
| 6    | 9  | Lorenzo Bandini      | Ferrari             | 15    | 2 h 37 min 59 s 4 (+ 10 min 56 s 4) | 6      | 1      |
| 7    | 12 | Dan Gurney           | Eagle-Climax        | 14    | Panne électrique                    | 8      |        |
| 8    | 34 | Jean-Pierre Beltoise | Matra-Ford (F2)     | 14    | 2 h 28 min 39 s 1 (+ 1 tour)        | 18     |        |
| 9    | 26 | Hubert Hahne         | Matra-BRM (F2)      | 14    | 2 h 30 min 42 s 7 (+ 1 tour)        | 27     |        |
| 10   | 33 | Jo Schlesser         | Matra-Ford (F2)     | 14    | 2 h 31 min 22 s 2 (+ 1 tour)        | 19     |        |
| 11   | 28 | Hans Herrmann        | Brabham-Ford (F2)   | 14    | 2 h 33 min 14 s 6 (+ 1 tour)        | 22     |        |
| 12   | 2  | Peter Arundell       | Lotus-BRM           | 14    | 2 h 35 min 00 s 0 (+ 1 tour)        | 17     |        |
| Abd. | 15 | Mike Spence          | Lotus-BRM           | 12    | Alternateur                         | 13     |        |
| Abd. | 1  | Jim Clark            | Lotus-Climax        | 11    | Accident                            | 1      |        |
| Abd. | 20 | Chris Lawrence       | Cooper-Ferrari      | 10    | Suspension                          | 26     |        |
| Abd. | 11 | Ludovico Scarfiotti  | Ferrari             | 9     | Panne électrique                    | 4      |        |
| Abd. | 10 | Mike Parkes          | Ferrari             | 9     | Accident                            | 7      |        |
| Abd. | 4  | Denny Hulme          | Brabham-Repco       | 8     | Allumage                            | 15     |        |
| Abd. | 31 | Pedro Rodríguez      | Lotus-Ford (F2)     | 7     | moteur                              | 20     |        |
| Abd. | 29 | Alan Rees            | Brabham-Ford (F2)   | 4     | moteur                              | 24     |        |
| Abd. | 17 | Jo Bonnier           | Cooper-Maserati     | 3     | Embrayage                           | 12     |        |
| Abd. | 32 | Piers Courage        | Lotus-Ford (F2)     | 3     | Accident                            | 23     |        |
| Abd. | 14 | Bob Bondurant        | BRM                 | 3     | Moteur                              | 11     |        |
| Abd. | 25 | Kurt Ahrens          | Brabham-Ford (F2)   | 3     | Boîte de vitesses                   | 21     |        |
| Abd. | 19 | Bob Anderson         | Brabham-Climax      | 2     | Transmission                        | 14     |        |
| Abd. | 27 | Jacky Ickx           | Matra-Ford (F2)     | 1     | Accident                            | 16     |        |
| Abd. | 16 | John Taylor          | Brabham-BRM         | 0     | Accident mortel                     | 25     |        |
| Np.  | 18 | Guy Ligier           | Cooper-Maserati     | -     | Accidenté aux essais                |        |        |
| Np.  | 35 | Silvio Moser         | Brabham-Ford (F2)   | -     | Moteur                              |        |        |
| Np.  | 30 | Gerhard Mitter       | Lotus-Maserati (F2) | -     | Décision personnelle                |        |        |

Légende :
- Abd.=Abandon - Np.=Non partant

### Classement spécial des voitures de Formule 2
| Pos | N° | Pilote               | Écurie       | Tours | Temps                              |
| --- | -- | -------------------- | ------------ | ----- | ---------------------------------- |
| 1   | 34 | Jean-Pierre Beltoise | Matra-Ford   | 14    | 2 h 28 min 39 s 1                  |
| 2   | 26 | Hubert Hahne         | Matra-BRM    | 14    | 2 h 30 min 42 s 7 (+ 2 min 03 s 6) |
| 3   | 33 | Jo Schlesser         | Matra-Ford   | 14    | 2 h 31 min 22 s 2 (+ 2 min 43 s 1) |
| 4   | 28 | Hans Herrmann        | Brabham-Ford | 14    | 2 h 33 min 14 s 6 (+ 4 min 35 s 5) |

### Pole position et record du tour
- Pole position :  Jim Clark (Lotus) en 8 min 16 s 5 (vitesse moyenne : 165,390 km/h). Temps réalisé lors de la séance d'essais du samedi 6 août[19].
- Meilleur tour en course :  John Surtees (Cooper) en 8 min 49 s 0 (vitesse moyenne : 155,229 km/h) au quatrième tour.

#### Évolution du meilleur tour en course
Le meilleur tour fut amélioré quatre fois au cours de l'épreuve.

### Tours en tête
- Jack Brabham : 15 tours (1-15)
- Bien que premier à chacun des quinze passages sur la ligne, Jack Brabham n'a pas mené la course de bout en bout, John Surtees ayant accompli plus de vingt-deux kilomètres en tête durant le premier tour avant de se faire dépasser par le pilote australien au niveau de Tiergarten, peu avant les stands[22].

## Classement provisoire du championnat à l'issue de la course

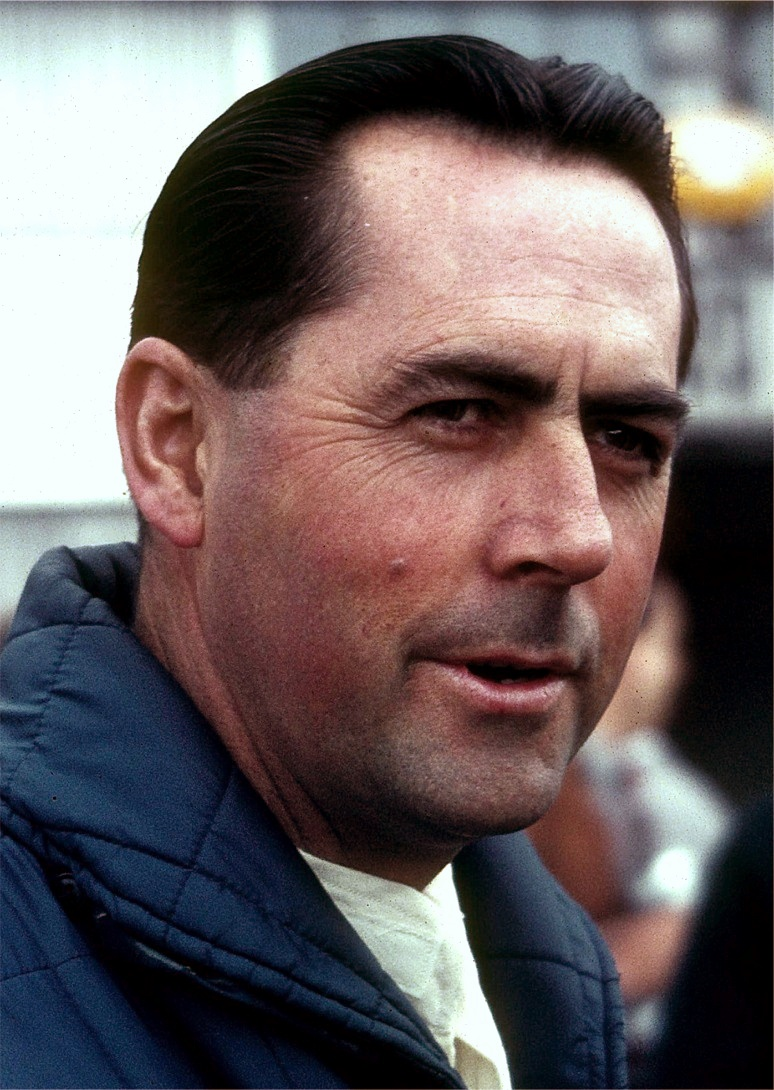
Après ses quatre victoires consécutives, Jack Brabham a pris une sérieuse option sur le titre 1966.

- Attribution des points : 9, 6, 4, 3, 2, 1 respectivement aux six premiers de chaque épreuve.
- Pour la coupe des constructeurs, même barème et seule la voiture la mieux classée de chaque équipe inscrit des points.
- Seuls les cinq meilleurs résultats sont comptabilisés[19].

| Pos. | Pilote          | Écurie            | Points | MON | BEL | FRA | GBR | NL | ALL | ITA | USA | MEX |
| ---- | --------------- | ----------------- | ------ | --- | --- | --- | --- | -- | --- | --- | --- | --- |
| 1    | Jack Brabham    | Brabham           | 39     | -   | 3   | 9   | 9   | 9  | 9   |     |     |     |
| 2    | Graham Hill     | BRM               | 17     | 4   | -   | -   | 4   | 6  | 3   |     |     |     |
| 3    | John Surtees    | Ferrari & Cooper¹ | 15     | -   | 9   | -   | -   | -  | 6¹  |     |     |     |
|      | Jochen Rindt    | Cooper            | 15     | -   | 6   | 3   | 2   | -  | 4   |     |     |     |
| 5    | Jackie Stewart  | BRM               | 14     | 9   | -   | -   | -   | 3  | 2   |     |     |     |
| 6    | Lorenzo Bandini | Ferrari           | 12     | 6   | 4   | -   | -   | 1  | 1   |     |     |     |
| 7    | Denny Hulme     | Brabham           | 10     | -   | -   | 4   | 6   | -  | -   |     |     |     |
| 8    | Jim Clark       | Lotus             | 7      | -   | -   | -   | 3   | 4  | -   |     |     |     |
| 9    | Mike Parkes     | Ferrari           | 6      | -   | -   | 6   | -   | -  | -   |     |     |     |
| 10   | Bob Bondurant   | BRM               | 3      | 3   | -   | -   | -   | -  | -   |     |     |     |
| 11   | Richie Ginther  | Cooper            | 2      | -   | 2   | -   | -   | -  | -   |     |     |     |
|      | Dan Gurney      | Eagle             | 2      | -   | -   | 2   | -   | -  | -   |     |     |     |
|      | Mike Spence     | Lotus             | 2      | -   | -   | -   | -   | 2  | -   |     |     |     |
| 14   | John Taylor     | Brabham           | 1      | -   | -   | 1   | -   | -  | -   |     |     |     |
|      | Bruce McLaren   | McLaren           | 1      | -   | -   | -   | 1   | -  | -   |     |     |     |

| Pos. | Écurie              | Points | MON | BEL | FRA | GBR | NL | ALL | ITA | USA | MEX |
| ---- | ------------------- | ------ | --- | --- | --- | --- | -- | --- | --- | --- | --- |
| 1    | Brabham-Repco       | 39     | -   | 3   | 9   | 9   | 9  | 9   |     |     |     |
| 2    | Ferrari             | 23     | 6   | 9   | 6   | -   | 1  | 1   |     |     |     |
| 3    | BRM                 | 22     | 9   | -   | -   | 4   | 6  | 3   |     |     |     |
| 4    | Cooper-Maserati     | 17     | -   | 6   | 3   | 2   | -  | 6   |     |     |     |
| 5    | Lotus-Climax        | 7      | -   | -   | -   | 3   | 4  | -   |     |     |     |
| 6    | Eagle-Climax        | 2      | -   | -   | 2   | -   | -  | -   |     |     |     |
|      | Lotus-BRM           | 2      | -   | -   | -   | -   | 2  | -   |     |     |     |
| 8    | Brabham-BRM         | 1      | -   | -   | 1   | -   | -  | -   |     |     |     |
|      | McLaren-Serenissima | 1      | -   | -   | -   | 1   | -  | -   |     |     |     |

## À noter

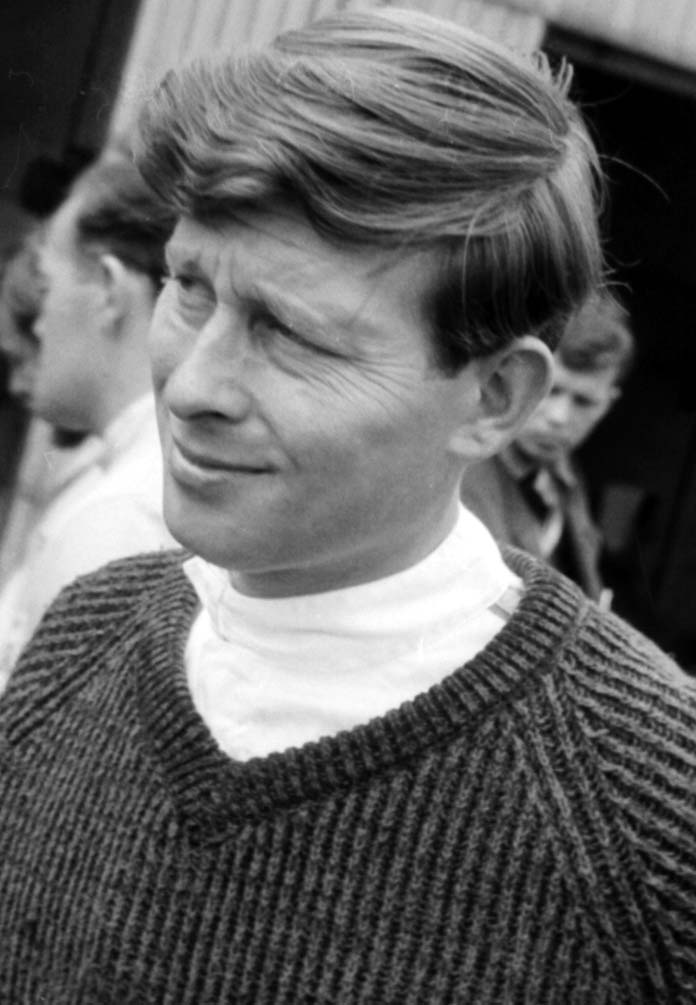
Le pilote britannique John Taylor succombera à ses brûlures un mois après son accident.

- 11e victoire en championnat du monde pour Jack Brabham.
- 6e victoire en championnat du monde pour Brabham en tant que constructeur.
- 4e victoire en championnat du monde pour Repco en tant que motoriste.
- Accidenté au cours du premier tour de la course et grièvement brûlé, John Taylor est mort un mois plus tard des suites de ses blessures.